# اریک کلم
اریک کلم (دانمارکی: Erik Klem; ۲۵ ژوئیهٔ ۱۸۸۶ – ۲۴ ژانویهٔ ۱۹۶۵) ژیمناست هنری اهل دانمارک بود.